# Аладаг (връх)
Аладà, Аллах дàг (турски – „Божа планина“) е планински връх с надморска височина 1241 m и е най-високата точка на родопския Жълти дял в Източните Родопи. Отстои на около 8 km южно от град Ардино, 24 km югозападно от град Кърджали, 13 km запад-северозападно от град Джебел и 8 km североизточно от град Неделино. Има частично оголени, урвести склонове и тревни формации. Изграден е от протерозойски гнайси. Почвите са кафяви горски.
От върха юг-югозападно на около 1,5 km се намира село Бурево, а южно на около 2 – 2,5 km е село Гърнати. На югоизток се спуска от върха Устренският рид с връх Устра (1014,4 m) на около 8 km.